# 交響曲第1番 (團伊玖磨)
團伊玖磨の交響曲第1番（こうきょうきょくだい1ばん）イ調は、團伊玖磨による最初の交響曲である。1950年のNHK放送25周年記念事業の一つであった懸賞募集管弦楽曲に応募、特賞（第1位）を受賞した。ちなみに、親友の芥川也寸志も「交響二章」（後に「交響管弦楽のための音楽」に改題）によって、團と共に特賞を受賞している。最初の交響曲で團がめざしたものは、伝統的な4楽章交響曲のもつ要素を単一楽章の中に包含させるというところにあった。1956年から翌年にかけてロンドン滞在中にオーケストレーションを中心に改訂がなされた。

## 作曲の経緯
1948年8月から1949年の1月にかけて作曲された。1956年から1957年にかけて改訂。

## 初演
1950年3月21日。日比谷公会堂にて、近衛秀麿指揮、日本交響楽団（翌1951年に現在のNHK交響楽団に改称）。

## 楽器編成
ピッコロ（第3フルート持替え）、フルート2、オーボエ2、イングリッシュ・ホルン（第3オーボエ持替え）、クラリネット2、バス・クラリネット（第3クラリネット持替え）、ファゴット2、コントラファゴット、ホルン6、トランペット3、トロンボーン3、テューバ、ティンパニ、トライアングル、シンバル、タムタム、弦五部（第1ヴァイオリン、第2ヴァイオリン、ヴィオラ、チェロ、コントラバス）

## 構成
演奏時間は約19～23分（上田仁指揮19分、團伊玖磨指揮20分、山田一雄指揮23分）。
アンダンテ・マエストーソ ― アレグロの単一楽章ではあるが、一般的な4楽章構成の交響曲と見なすことが出来る。ティンパニによる段階的に細分化されるリズムなど、彼の作品にしばしば見られる要素がこの曲ですでに現れている。